# В час ночи
«В час ночи» (англ. One A.M., другое название — Solo) — короткометражная немая комедия Чарли Чаплина, в которой, кроме него, практически нет других актёров. Фильм, сюжет которого представляет собой переделку для кинематографа классической репризы из репертуара труппы Фреда Карно, наглядно демонстрирует уникальное техническое и актёрское мастерство Чаплина. Премьера состоялась 7 августа 1916 года.

## Сюжет
Герой фильма — богатый бездельник, который возвращается домой в сильном подпитии и долго и безуспешно пытается добраться из прихожей первого этажа своего дома в спальню, находящуюся на втором этаже. Любой встреченный им предмет мебели (вращающийся столик, коврик, чучела медведя и рыси, шкура тигра, маятник часов и другие) воспринимается им как препятствие и преодолевается в несколько приёмов. При этом герой прилагает огромные усилия для того, чтобы не потерять «аристократической» манеры поведения.

## Интересные факты
- Единственный актёр, появляющийся в кадре кроме Чаплина — Альберт Остин, играющий таксиста, который привёз героя домой.